# Zbigniew Brochwicz-Lewiński

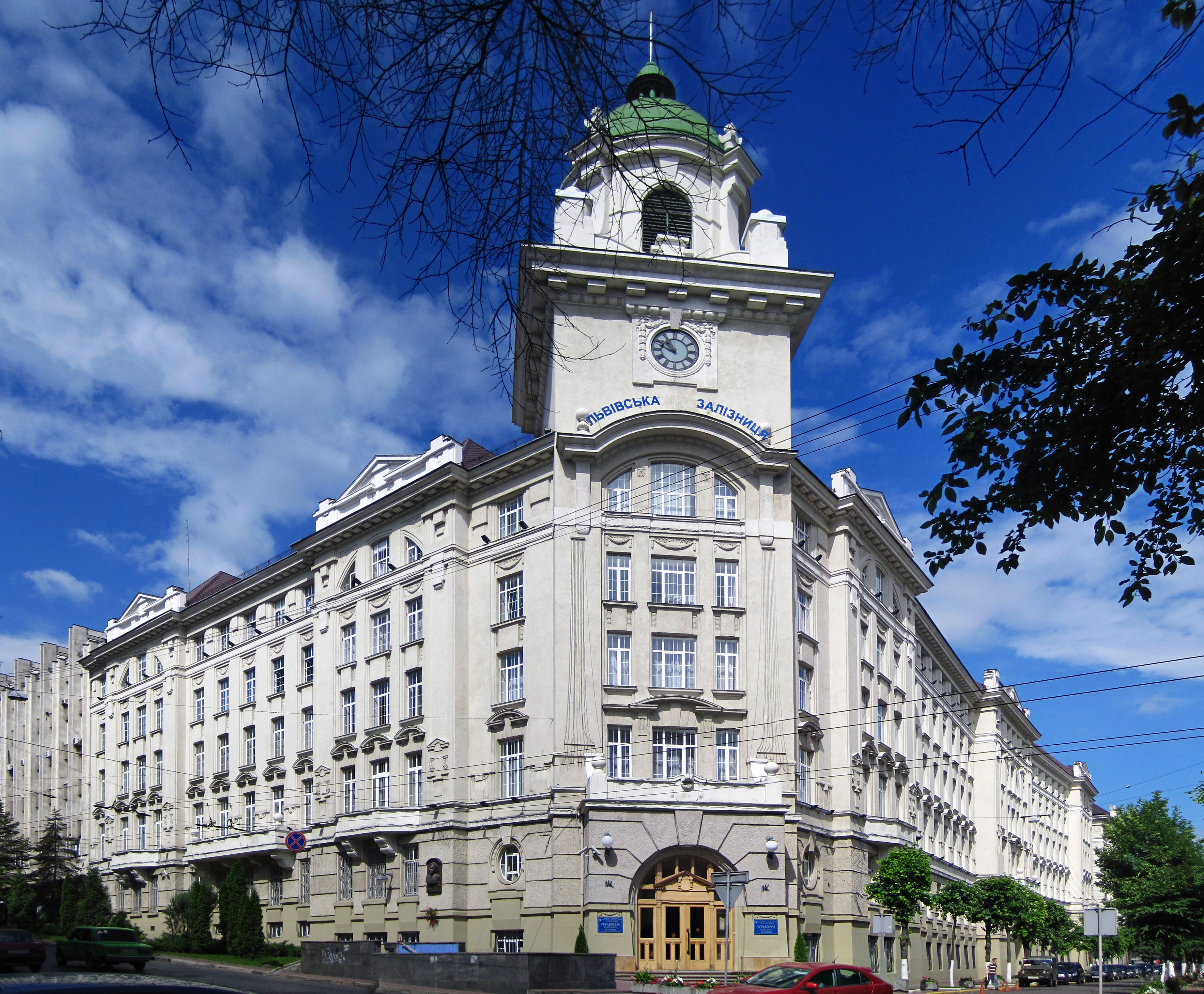
Budynek lwowskiej dyrekcji kolei przy ulicy Zygmuntowskiej 1 (Nikołaja Gogola)

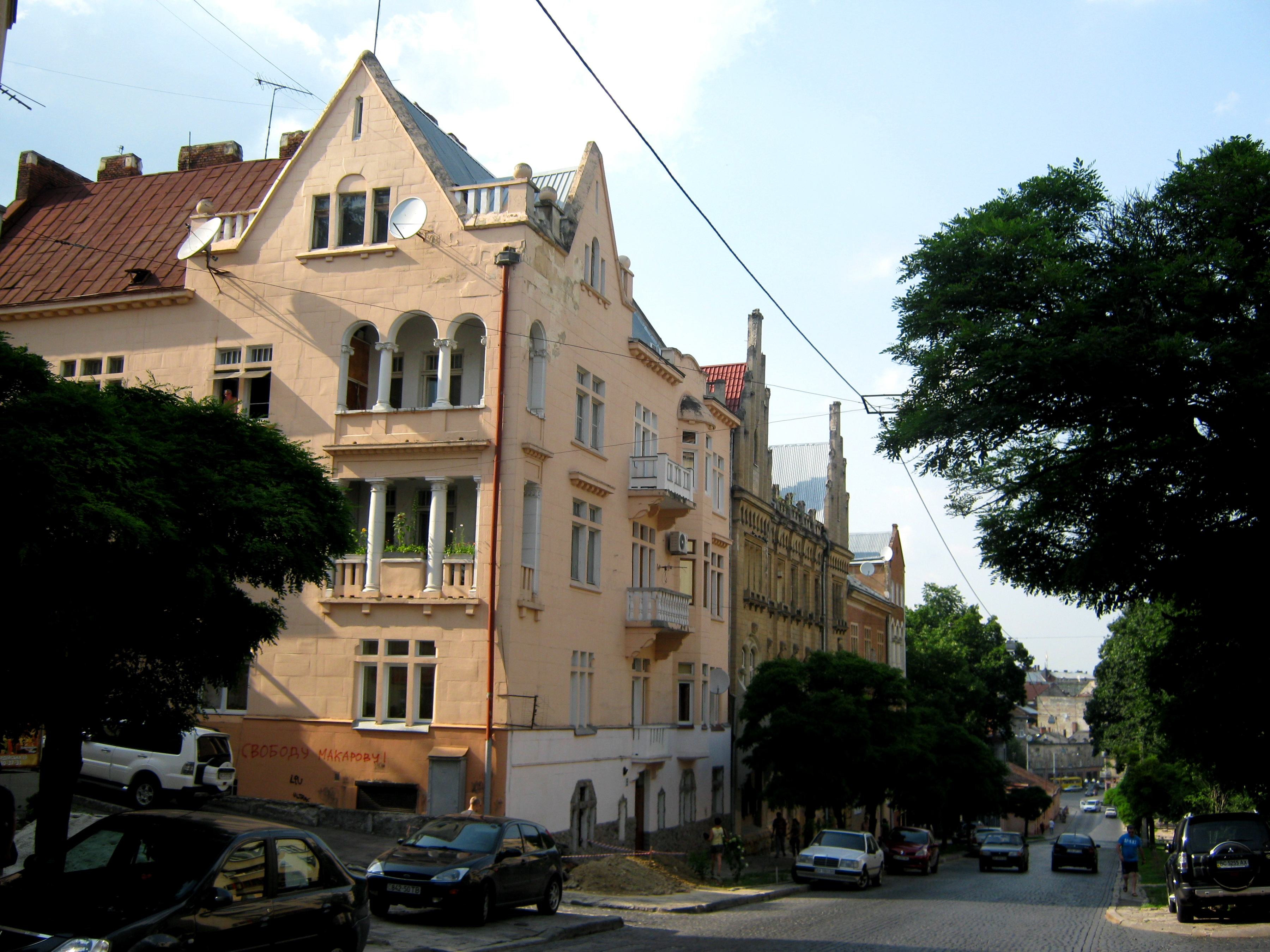
Kamienica przy ulicy Kadeckiej 8 (Hwardyjśka), Lwów

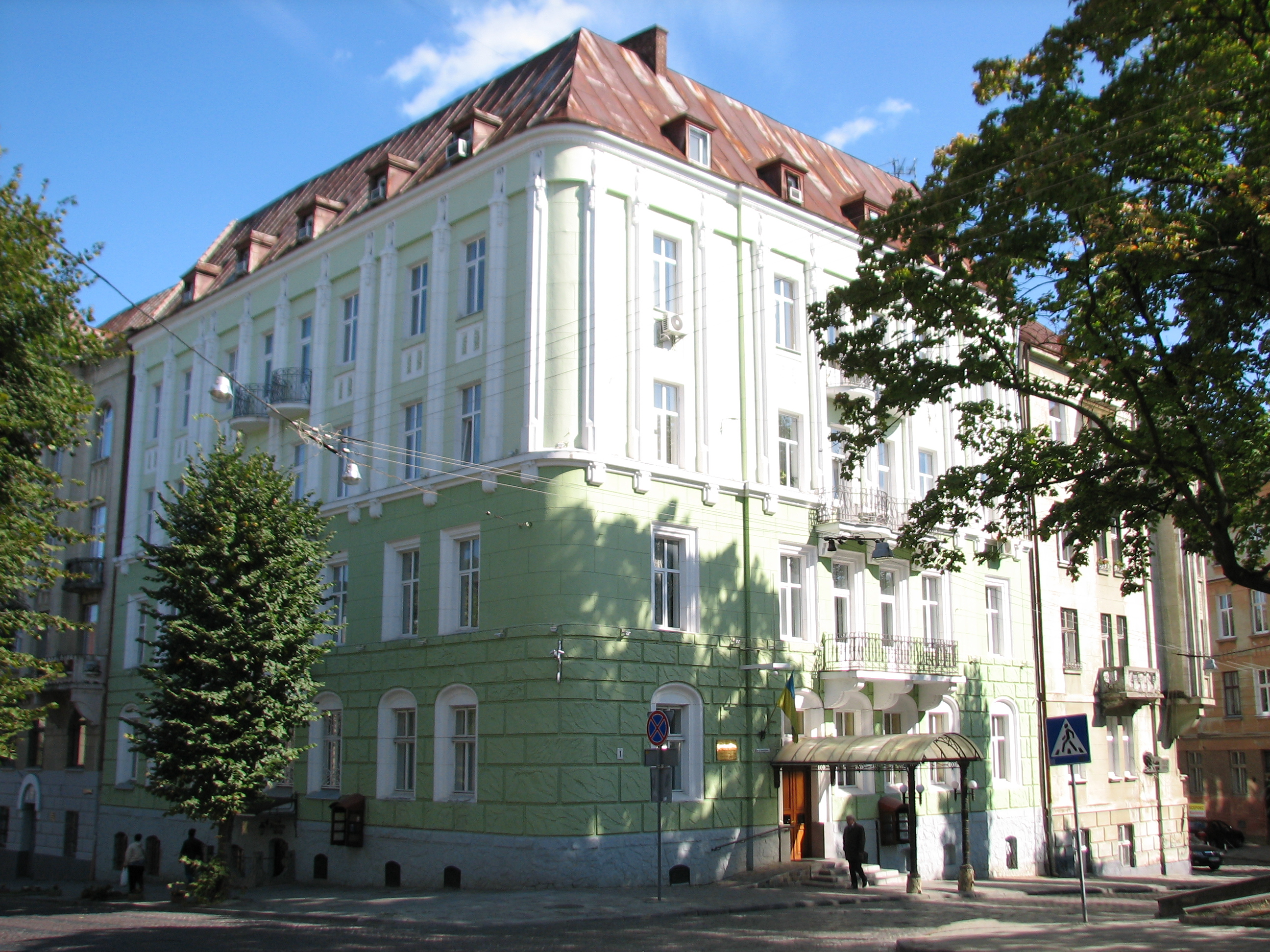
Kamienica przy ulicy Syskstuskiej 77 (Petra Doroszenki), Lwów

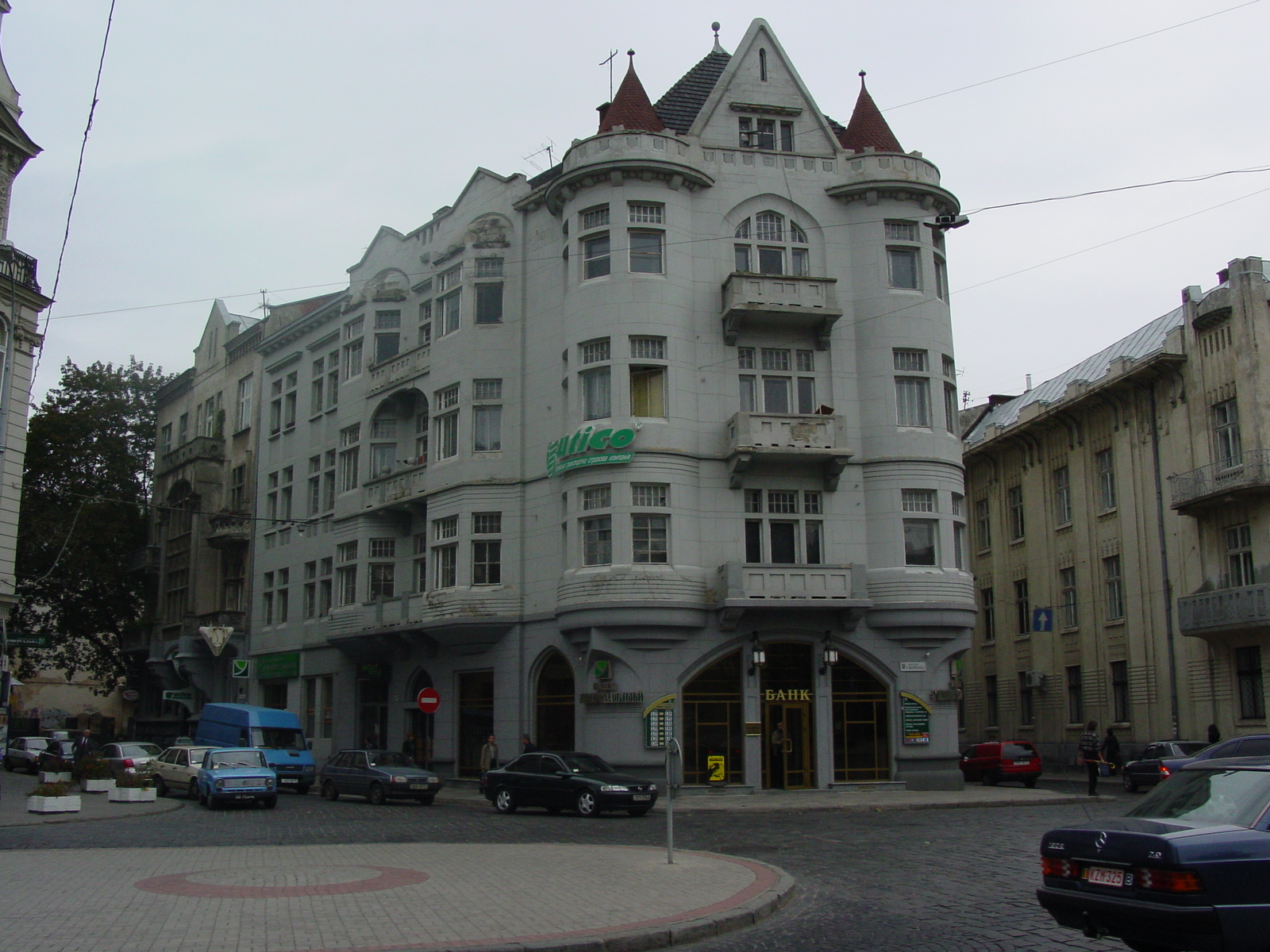
Kamienica przy ulicy Akademickiej 27, mieszczącą w latach 1909–1939 słynną kawiarnię „Szkocką”

Zbigniew Wincenty Brochwicz-Lewiński, ps. Brochwicz, Dziadzio (ur. 16 grudnia 1877 w Kielcach, zm. 19 grudnia 1951 w Glasgow) – pułkownik dyplomowany kawalerii Wojska Polskiego, działacz niepodległościowy, kawaler Orderu Virtuti Militari, architekt, malarz, prezes Polskiego Związku Jeździeckiego w latach 1928-1939.

## Życiorys

### Dzieciństwo i młodość
Urodził się 16 grudnia 1877 w Kielcach, ówczesnej stolicy guberni kieleckiej, w rodzinie Marcelego, chirurga i Aleksandry z Szymkiewiczów. Rodzina była wyznania ewangelicko-reformowanego. Uczył się w gimnazjum w Kielcach, skąd został relegowany za udział w organizacjach patriotycznych. Naukę kontynuował w Warszawie. Od 1 grudnia 1895 przez rok służył w petersburskim Izmajłowskim Pułku Lejbgwardii (ros. Измайловский лейб-гвардии полк) jako ochotnik. W 1896 roku rozpoczął studia architektoniczne na Cesarskiej Akademii Sztuk Pięknych w Petersburgu. Dyplom architekta obronił w 1903. Rok później, w związku z wybuchem wojny rosyjsko-japońskiej, została ogłoszona powszechna mobilizacja; Zbigniew Brochwicz-Lewiński, nie chcąc być wcielony do armii rosyjskiej, wyjechał do Lwowa i tam zamieszkał. Oprócz ojczystego znał trzy języki (niemiecki, francuski i rosyjski) oraz był wykształcony, co umożliwiło mu założenie własnego przedsiębiorstwa budowlanego. W krótkim czasie został jednym z najlepszych lwowskich architektów.

### Legiony Polskie
W 1912 roku został członkiem Drużyn Sokolich (Polskie Towarzystwo Gimnastyczne „Sokół”), dwa lata później wstąpił do Związku Strzeleckiego. 8 czerwca 1914 został zaszeregowany do 1 pułku ułanów, początkowo był zastępcą dowódcy plutonu, następnie dowódcą plutonu, oficerem gospodarczy pułku, oficerem IV szwadronu, adiutantem pułku i dowódcą tego szwadronu. Był komisarzem Polskiej Organizacji Narodowej w 1914 roku. W czasie służby w 1 puł 1 marca 1915 awansował na chorążego, a 18 lipca tego samego roku został podporucznikiem. W 1 pułku służył w nim do końca jego istnienia, tj. do 15 lutego 1918. Po kryzysie przysięgowym był przewodniczącym komisji likwidacyjnej 1 puł, a następnie był internowany w Beniaminowie.

### I wojna światowa
Po uwolnieniu znalazł zatrudnienie jako asystent na Politechnice Warszawskiej, od 2 listopada 1918 będąc porucznikiem Wojska Polskiego został dowódcą powiatu zamojskiego; od 10 listopada był oficerem do poleceń przy dowództwie Okręgu Zamojskiego. Od 13 stycznia 1919 został tymczasowo zastępcą rotmistrza Feliksa Jaworskiego; 9 marca 1919 otrzymał przydział do 1 pułku szwoleżerów i został dowódcą południowego odcinka grupy operacyjnej gen. Bronisława Babiańskiego. 1 grudnia 1919 otrzymał awans na rotmistrza, z dniem 18 maja 1920 został przeniesiony do sztabu Dywizji Jazdy pod dowództwem gen. Jana Romera, a następnie przydzielony do grupy gen. Jana Sawickiego. Od 24 lipca 1920 pełnił funkcję zastępcy dowódcy 9 pułk Ułanów Małopolskich, w szeregach której walczył z 1 Armią Konną dowodzoną przez gen. Siemiona Budionnego. Wyróżnił się 11 sierpnia 1920 w bitwie pod Radziechowem za co później, na wniosek majora Stefana Dembińskiego, został odznaczony Orderem Virtuti Militari. W uznaniu waleczności otrzymał awans do stopnia majora, a 15 sierpnia 1920 został dowódcą 12 pułku Ułanów Podolskich. Cztery dni później, uczestnicząc w bitwie pod Żółtańcami, został ciężko ranny w brzuch i pierś; po przetransportowaniu do Lwowa był operowany.

### Dwudziestolecie międzywojenne
Do służby powrócił 11 listopada 1920, został skierowany do Szkoły Sztabu Generalnego w charakterze słuchacza. Z początkiem 1921 Zbigniew Brochwicz-Lewiński został skierowany na kurs do Wyższej Szkoły Wojennej, którą ukończył jako oficer Sztabu Generalnego i został skierowany do Inspektoratu Jazdy przy Inspektoracie Armii Nr 2 w Warszawie. 9 maja 1922 awansował do stopnia podpułkownika, a 20 sierpnia tego roku został dowódcą 19 pułku Ułanów Wołyńskich (uroczyste zaprzysiężenie miało miejsce 30 października 1922). 16 marca 1927 został mianowany pułkownikiem ze starszeństwem z dniem 1 stycznia 1927 i 8. lokatą w korpusie oficerów kawalerii. W październiku 1927 został mianowany zastępcą szefa Departamentu Kawalerii Ministerstwa Spraw Wojskowych w Warszawie z zachowaniem stanowiska szefa wydziału ogólnego. 29 listopada 1927 został wyznaczony na stanowisko pełniącego obowiązki szefa Departamentu Kawalerii MSWojsk. 3 października 1931 został zwolniony ze stanowiska szefa departamentu i przydzielony do Generalnego Inspektora Sił Zbrojnych na stanowisko oficera do zleceń z zachowaniem dotychczasowego dodatku służbowego. Od września 1938 zajmował w Generalnym Inspektoracie Sił Zbrojnych stanowisko oficera do prac Przysposobienia Wojskowego Konnego. Publikował w czasopismach wojskowych, pisał felietony wspomnieniowe i związane z taktyką militarną.

### II wojna światowa
W czasie kampanii wrześniowej 1939 roku przebywał w Naczelnym Dowództwie Wojska Polskiego. Po ewakuacji do Rumunii był internowany w Craiovej. Zbiegł do Francji, gdzie został mianowany komendantem Centrum Wyszkolenia Oficerów w Ancenis. Po zajęciu Francji przez wojska hitlerowskie przedostał się do Wielkiej Brytanii. 11 grudnia 1940 przybył do Samodzielnego Obozu Oficerskiego w Rothesay. Później działał jako Opiekun Rodzin Wojskowych w Glasgow.

### Na emigracji
Po 1945 zamieszkał w Szkocji i poświęcił się malarstwu, jego prace były wielokrotnie wystawiane m.in. w Królewskiej Akademii Sztuk Pięknych. Zmarł 19 grudnia 1951 w Glasgow.

## Wybrane projekty architektoniczne
- Kamienica własna przy Hwardyjśkiej 8 (Kadecka, pod 1938 Polskiej Organizacji Wojskowej) /1906–1907/;
- Kamienica Emila Weckslera przy ulicy Tarasa Szewczenki 27 (Akademicka) mieszczący w latach 1909–1939 kawiarnię „Szkocką” /1908–1909/;
- Kamienica Bronisława Dembickiego przy ulicy Kalecza Hora 11 (Kalecza Góra) /1909–1910/;
- kamienica przy ulicy Petra Doroszenki 77 (Sykstuska, od 1938 – Obrońców Lwowa), projekt wspólny z Józefem Piątkowskim) /1910–1911/;
- budynek lwowskiej dyrekcji kolei przy ulicy Nikołaja Gogola 1 róg Czynu Listopadowego (narożnik Zygmuntowskiej i Adama Mickiewicza).

## Ordery i odznaczenia
- Krzyż Srebrny Orderu Virtuti Militari nr 3886 (1921)[14]
- Krzyż Niepodległości – 12 maja 1931 „za pracę w dziele odzyskania Niepodległości”[15]
- Krzyż Oficerski Orderu Odrodzenia Polski – 10 listopada 1928 „za zasługi na polu organizacji, administracji i wyszkolenia wojska”[16][2]
- Krzyż Walecznych czterokrotnie[2] (po raz 1 i 2 w 1922[17])
- Złoty Krzyż Zasługi – 17 marca 1930 „za zasługi na polu organizacji i wyszkolenia wojska”[18]
- Medal Pamiątkowy za Wojnę 1918–1921[2]
- Medal Dziesięciolecia Odzyskanej Niepodległości[2]
- Odznaka za Rany i Kontuzje[19]
- Odznaka „Za wierną służbę”
- Odznaka Pamiątkowa GISZ – 12 maja 1936
- Krzyż Komandorski bułgarskiego Orderu św. Aleksandra – 11 listopada 1932[20]
- Krzyż Kawalerski Orderu Legii Honorowej[21][2]
- Order Korony Rumunii